# Edward Leigh
Sir Edward Julian Egerton Leigh, född 20 juli 1950 i Kensington i London, är en brittisk konservativ politiker. Han är ledamot av underhuset för Gainsborough sedan 1983.